# García Pimienta
Francisco Javier García Pimienta (Barcelona, 3 augustus 1974) is een voormalig Spaans voetballer en voetbalcoach van Sevilla.

## Loopbaan als voetballer
García Pimienta speelde als aanvaller gedurende elf seizoenen in de diverse jeugdelftallen van FC Barcelona, waarna hij uiteindelijk in juni 1996 zijn debuut in het eerste elftal maakte in de competitiewedstrijd tegen Deportivo de La Coruña. In dezelfde wedstrijd maakten ook Francisco Rufete, Xavier Roca, Josep Setvalls en Juanjo Carricondo hun debuut voor Barça. In 1996 vertrok García Pimienta naar CF Extremadura, waarmee hij in de Primera División speelde. Na een zware blessure keerde de aanvaller terug naar Catalonië waar hij voor enkele kleinere clubs speelde, waaronder UE Sant Andreu. 

## Loopbaan als coach
In 2006 ging García Pimienta als trainer in de jeugdopleiding van FC Barcelona. In het seizoen 2008/2009 behaalde hij met de Juvenil B het kampioenschap van de regionale groep van de Liga Nacional Juvenil. In 2009 werd García Pimienta aangesteld als trainer van de Juvenil A, het hoogste jeugdelftal van de club, als vervanger van Álex García. In 2011 ging hij opnieuw de Juvenil B trainen. In 2015 werd García Pimienta assistent van Gerard López bij het tweede elftal. Nadat deze laatste ontslagen werd, werd García Pimienta op 25 april 2018 hoofdtrainer. Op 11 juni 2021, García werd zel ontslagen door de club.
Toen tijdens seizoen 2021-2022 UD Las Palmas tijdens de vierentwintigste speeldag uit met 3-2 verloor bij staartploeg Fuenlabrada en net buiten de play offs stond, werd Pepe Mel op 23 januari 2022 ontslagen.  Een dag later werd hij vervangen door García Pimienta.